# Arge enodis
Arge enodis är en stekelart som först beskrevs av Carl von Linné 1767.  Arge enodis ingår i släktet Arge, och familjen borsthornsteklar. Enligt den finländska rödlistan är arten nationellt utdöd i Finland. Arten är reproducerande i Sverige. Artens livsmiljö är parker, gårdsplaner och trädgårdar.